# Tito Flávio Sabino (cônsul em 82)
Tito Flávio Sabino (em latim: Titus Flavius Sabinus; m. 91) foi um senador romano eleito cônsul em 82 com seu primo, o imperador Domiciano. Era neto de Tito Flávio Sabino, cônsul sufecto em 52, prefeito urbano de Roma na época de Nero e irmão mais velho de Vespasiano, e filho de Tito Flávio Sabino, cônsul sufecto em 69 e 72. Tito Flávio Clemente, cônsul em 95, era seu irmão.

## Carreira
Em 69, o "ano dos quatro imperadores", Sabino foi cercado no Capitólio com seu pai e seu avô pelos soldados de Vitélio. Seu avô foi morto, mas pai e filho fugiram quando este foi incendiado. Suetônio relata que a relação entre Sabino e Domiciano era extremamente tensa antes da ascensão dele ao trono, pois Domiciano via com grande desgosto que seu Sabino vestia seus escravos de branco, um direito que ele considerava prerrogativa do imperador e seus filhos. Porém, o se desgosto certamente não era tão grande assim, pois Domiciano o escolheu para ser seu colega de consulado em 82.
Domiciano obviamente estava seguindo a mesma política de seu pai, que também nomeava parentes para os principais postos da burocracia civil enfatizando a proeminência da dinastia flaviana. Segundo Suetônio, certa ocasião, por volta de 91, um dos arautos do palácio o chamou, por engano, de imperador ao invés de cônsul, o que deu a Domiciano o pretexto que ele buscava para executá-lo. Segundo Suetônio, o motivo real seria o amor de Domiciano por Júlia Flávia, esposa de Sabino, filha de Tito e, portanto, sobrinha de Domiciano.

## Família
Sabino era casado com Júlia Flávia, filha de Tito e Márcia Furnila.